# Tarda-Tulpe
Die Tarda-Tulpe (Tulipa tarda), auch Stern-Tulpe genannt, ist eine Pflanzenart aus der Gattung der Tulpen (Tulipa) in der Familie der Liliengewächse (Liliaceae).

## Merkmale
Die Tarda-Tulpe ist eine ausdauernde krautige Pflanze, die Wuchshöhen von 5 bis 15 Zentimeter erreicht. Dieser Geophyt bildet Zwiebeln als Überdauerungsorgane aus. Sie vermehrt sich stark durch Ausläufer. Die drei bis sieben Laubblätter sind am Boden mehr oder weniger stark ausgebreitet, reingrün gefärbt, glänzend, rinnig und messen 10 bis 12 × 1,2 bis 2 Zentimeter. 
Drei bis sechs Blüten stehen auf einem Stängel. Die Blüten weisen einen Durchmesser von 5 bis 7 Zentimeter auf und breiten sich bei Sonne sternförmig aus. Die Blütenhüllblätter sind entweder gelb mit einer weißen Spitze oder komplett gelb gefärbt und besitzen im Unterschied zur Turkestan-Tulpe keinen Basalfleck an ihrem Grund. Die äußeren Blütenhüllblätter weisen dabei an ihrer Unterseite einen grünen Mittelstreifen auf, sind purpurn überlaufen und messen 3 bis 4 × ungefähr 1,3 Zentimeter, während die inneren ungefähr 1,7 Zentimeter breit sind. 
Die Blütezeit liegt je nach Witterung zwischen Anfang April und Anfang Mai.

## Vorkommen
Die Tarda-Tulpe kommt in Kirgisistan in Nord-Tian-Schan am Fluss Kastek auf Fels- und Schotterhängen vor sowie im östlichen Turkmenistan im Transili-Alatau.

## Taxonomie
Die Tarda-Tulpe wurde 1933 von Otto Stapf in Botanical Magazine; or, Flower-Garden Displayed ... Seite 156 Tafel 9321 als Tulipa tarda erstbeschrieben.  Ein Synonym ist Tulipa urumiensis Stapf.

## Nutzung
Die Tarda-Tulpe wird zerstreut als Zierpflanze in Steingärten und Rabattenrändern genutzt. Sie ist seit spätestens 1905 in Kultur. Sie braucht viel Sonne.